# 古典文庫
『古典文庫』（こてんぶんこ）は、国文学者の吉田幸一（東洋大学名誉教授）が個人事業として編纂・発行した、日本の古典文学の叢書である。1946年（昭和21年）から2002年（平成14年）まで発行。全670冊、別冊8冊、総目録2冊。また、同叢書の発行所の名称でもある。
なお、叢書の元となった吉田幸一自身の古典籍コレクションも「古典文庫」と称した。その多くは吉田の晩年に「古典文庫旧蔵書」として東洋大学附属図書館に寄贈されている。

## 概要
吉田幸一が個人事業として専門研究者向けに出版した叢書で、上代から近世に至るまでの文学作品を中心とした国文学関係の典籍を活字翻刻し、また、特に稀覯本については影印本として刊行したものである。原則として新書判・並製の体裁をとっているが、これは創刊当初の物資・資金不足のためだという。
発行にあたっては会員制がとられ、毎月1冊のペースで発行され、国文学研究者および図書館などに頒布された（当初は定価がつけられており、取次を介して小売書店でも販売されていたが、採算がとれないため途中から完全に会員制に移行し、非売品となった）。
太平洋戦争中、1945年（昭和20年）3月4日の空襲によって、西巣鴨の自宅とともに、学生時代から蒐集してきた蔵書を全て失った吉田は、「価値ある古典（広義の）は一日も早く之を普及的形式によつて世に残して置かなければならぬ」と痛感し、厳正な学問的校訂に基づく研究者向け古典テキストの編纂・公刊を決意した。そして終戦後間もなく、藤村作、久松潜一、佐佐木信綱、武田祐吉、山岸徳平など多くの専門家の協力を得て、自宅を発行所として「古典文庫」の発刊を開始した。
第1冊は1946年（昭和21年）6月30日発行の『西本願寺本 萬葉集 一』（佐佐木信綱・武田祐吉・久松潜一編、1933年に竹柏会から刊行された影印版の復刻）。2002年（平成14年）9月25日刊行の第670冊（十返舎一九『骨利諭言 大師めく里』中山尚夫編）をもって刊行を終了した。670冊という数字は、『群書類従』正編の666冊を意識したもの。
吉田は出版方針として、「他社が出さない本、一般向きでない本、学者の研究に役立つ本などを出版します。有名な古典は、流布本と違う異本で原本に近いのを取りあげます」と語っている。
会員数は昭和50 - 60年代（1975年 - 1989年）の最盛期には800人台であったが、末期には600人台前半程度であったという。

### 叢書「古典文庫」以外の発行物
発行所「古典文庫」からは、叢書「古典文庫」以外にも以下の叢書を発行している。
- 「未刊文藝資料」全3期20冊（1951年4月 - 1954年1月） - B6判並製のパンフレット。会員制。朝倉治彦・安藤菊二と協力して発行。
- 「近世文藝資料」全25編49冊（1954年9月 - 1997年1月） - B6判上製。会員制、不定期刊。「未刊文藝資料」から移行。
- 「古典聚英」全9巻・別冊1（1982年10月 - 2002年7月）

さらに、台北帝国大学助教授の瀧田貞治が主催した西鶴学会の機関誌『西鶴研究』（台湾三省堂発行、1942年6月 - 1943年12月、全4冊）を引き継ぎ、年刊誌として『西鶴研究』（西鶴学会編、1948年10月 - 1957年12月、全10集）を発行した。未発行に終わった旧『西鶴研究』第5冊のゲラ刷が、瀧田の遺族から久松潜一を通じて吉田のもとに持ち込まれたため、そのゲラ刷をもとにして復刊させたものである。
上記以外の単行本として、吉田幸一編著『和泉式部全集』2巻（1959年 - 1966年）、吉田幸一『和泉式部研究』2巻（1964年 - 1967年）、田中重太郎『清少納言枕冊子の研究 第一輯』（1947年）、同『前田家本枕冊子新註』（1951年）、同『枕冊子研究』（1952年）、同編著『校本枕冊子』3巻・索引2巻（1953年 - 1974年）、宇津保物語研究会編『宇津保物語新論』（1958年）、同編『宇津保物語新攷』（1966年）、同編『宇津保物語論集』（1973年）、横山重編著『神道物語集』（1961年）などがある。

## 評価
『国史大辞典』に本叢書の項目を執筆した池田利夫は、本叢書について「戦後はもちろん、戦前を通じても最大規模の叢書」であり、「終戦後の荒廃した中から古典研究が回復し、隆盛を迎えていく時期に、厳格な文献学に徹した本叢書の方向性が与えた影響には測り知れないものがあり、その高度な専門性とともに、国文学関係出版の一大金字塔というべきであろう」と評価している。この項目を読んだ吉田は、「これは、世の中が「古典文庫」を認めてくれたことだよ」としきりに喜んでいたという。

## 目録
- 吉田, 幸一 編『古典文庫総目録』古典文庫、1991年12月20日。
- 倉島, 須美子 編『古典文庫総目録 続』古典文庫、2003年6月20日。